# Spijkenisse en Braband
De polders Spijkenisse en Braband vormden een waterschap in de gemeente Nissewaard (voorheen Spijkenisse) in de Nederlandse provincie Zuid-Holland. Het waterschap was in 1811 gevormd uit het gelijknamige ambacht. In 1858 werd de polder Braband ervan afgescheiden aan het waterschap Braband, Hekelingen en Vriesland.
Het waterschap was verantwoordelijk voor de waterhuishouding in de polders.